# Mario Uchard

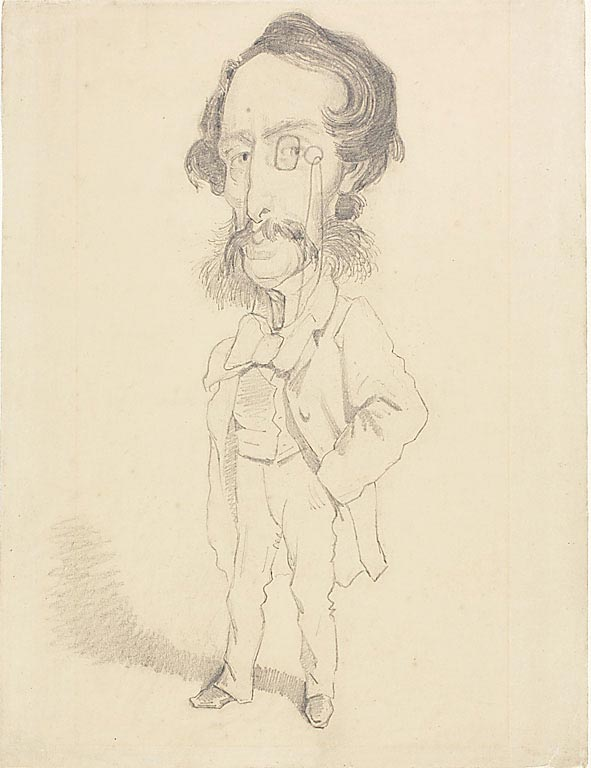
Caricature par Claude Monet.

Nicolas Marie Uchard, dit Mario Uchard (27 décembre 1819 à Paris - 31 juillet 1893 à Paris 10e), est un agent de change et homme de lettres français.

## Biographie
Neveu de Joseph Uchard, il étudie la gravure à 15 ans après avoir eu une enfance pénible et la musique dès son plus jeune âge. Il ira en Italie avec les meilleurs professeurs : Bordogni, Panseron, Delsarte, Antonin Péri, etc.
Agent de change de 1846 à 1858, il se consacre par la suite à l'écriture de romans et d'œuvres dramatiques.
En 1853, il épouse Madeleine Brohan.

## Publications
- La Fiammina, comédie en 4 actes, en prose (1858)
- Le Retour de mari, comédie en quatre actes en prose
- La Seconde Jeunesse, comédie en quatre actes et en prose (1859)
- Raymon (1862)
- La Postérité d'un bourgmestre, extravagance en un acte... (1864)
- La Comtesse Diane (1864)
- Une dernière passion (1866)
- Jean de Chazol (1874)
- L'Étoile de Jean (1879)
- Inès Parker (1880)
- La Buveuse de perle (1882)
- Mon oncle Barbassou (1884)
- Joconde Berthier (1886)
- Antoinette ma cousine (1891)